# سوسکچه خرطوم‌دار ریچتری
سوسکچه خرطوم‌دار ریچتری (نام علمی: Alcidodes richteri) نام یک گونه از سرده سوسکچه‌های خرطوم‌دار آلسیدودس است.